# Красинский (Волгоградская область)
Кра́синский — хутор в Алексеевском районе Волгоградской области России. Входит в Солонцовское сельское поселение.
Население — 0,03 тыс. человек.
Хутор расположен в 20 км юго-восточнее станицы Алексеевской (по дороге — 28 км), в 5 км южнее хутора Солонцовский.
Дорога грунтовая. Хутор не газифицирован. Школы нет.
Южнее хутора — пойма реки Хопёр,  лес, луга, пастбища.

## История
По состоянию на 1918 год хутор входил в  Хопёрский округ Области Войска Донского.